# Route 133 (Québec)
Die Route 133 (auch Chemin des Patriotes) ist eine Nationalstraße (Route nationale) der kanadischen Provinz Québec und führt von Sorel-Tracy am Südufer des Sankt-Lorenz-Stroms über Saint-Denis-sur-Richelieu und Mont-Saint-Hilaire nach Süden durch die Verwaltungsregion Montérégie zur Grenze nach Vermont.

## Streckenbeschreibung
Die 132 km lange Überlandstraße beginnt als Abzweig der Route 132 im Zentrum von Sorel-Tracy. Sie führt entlang dem Ostufer des Rivière Richelieu in südlicher Richtung über Saint-Ours, Saint-Denis-sur-Richelieu und Saint-Charles-sur-Richelieu nach Mont-Saint-Hilaire. Sie führt weiter über Otterburn Park, Saint-Mathias-sur-Richelieu und Richelieu nach Saint-Jean-sur-Richelieu. Bei Sabrevois wendet sich die Route 133 nach Osten. Sie passiert Saint-Sébastien und erreicht Pike River. Dort wendet sie sich nach Süden. Sie führt entlang dem Ostufer des Lac Champlain zur Grenze zum US-Bundesstaat Vermont. Dabei passiert sie Philipsburg. Südlich der US-Grenze bildet die Interstate 89 die Fortsetzung der Route 133.